# Norops naufragus
Norops naufragus är en ödleart som beskrevs av  Campbell HILLIS och LAMAR 1989. Norops naufragus ingår i släktet Norops och familjen Polychrotidae. Inga underarter finns listade i Catalogue of Life.